# Pédagogisme
Le pédagogisme est un terme péjoratif employé pour désigner et critiquer le travail d'enseignants qui utilisent des méthodes d'enseignement scolaire développées par le mouvement de l'Éducation nouvelle. Ce terme est utilisé contre les méthodes constructivistes (le constructivisme propose de faire de l'élève le constructeur de ses apprentissages dans le cadre d'une organisation pédagogique construite par l'enseignant à cet effet), qui se ferait au détriment de l'apport de connaissance aux élèves.
Certains « pédagogistes » sont parfois également accusés de ne chercher à servir que leurs intérêts personnels à travers leurs pratiques (travailler le moins possible, vendre des publications, obtenir des postes de prestige, etc.).
Selon ses contempteurs (comme Jacqueline de Romilly, Nicolas Glière, Arnaud Fabre, Jean-Paul Brighelli ou Natacha Polony) l'enseignant « pédagogiste » ne transmet pas de savoirs à ses élèves et participe à une « destruction de l'enseignement » en s'intéressant uniquement à l'épanouissement immédiat de l'enfant et en négligeant la transmission des connaissances et de la culture nécessaires à son émancipation. Ils dénoncent que les lieux d'enseignement deviennent des centre de loisirs, sous l'impulsion d'une hiérarchie et des membres de l'Inspection complices de ce dévoiement des missions de l’État.
Sous couvert d'enseignement ludique, les conséquences immédiates d'un tel enseignement sont des enfants, qui n'ayant plus aucun niveau scolaire, sont sélectionnés grâce à l'argent de leur milieu social dans des filières, souvent à des prix exorbitants, parallèles et en opposition à celles de la méritocratie républicaine. C'est une des thèses développées dans des livres comme L'enseignement en détresse (1984), La fabrique du crétin (2005) ou Ecole. Le crépuscule du savoir (2023).

## Historique
On retrouve surtout cette expression dans les textes de plusieurs écrivains et journalistes. Le « pédagogisme » et ses « dogmes » seraient toujours à l'origine des différentes réformes menées par le ministère de l'Éducation nationale depuis la réforme Haby de 1974. Ce terme a été utilisé pour critiquer la Loi d'orientation et de programmation pour la refondation de l'École de la République (2013) lancée par Vincent Peillon et mise en œuvre par Najat Vallaud-Belkacem.
Les personnes qui utilisent ce terme critiquent l'influence de plusieurs personnalités, comme Philippe Meirieu, François Dubet et plus récemment Michel Lussault ancien président du conseil supérieur des programmes (CSP). Elles critiquent généralement des membres des associations issues de l'Éducation Nouvelle et des formateurs d'enseignants qui exercent dans les Écoles Supérieures du Professorat et de l'Éducation (ESPE- INSP) ayant succédé aux IUFM.

## Une opposition aux méthodes de l'Éducation Nouvelle
Elle est le fait de différentes personnalités françaises publiques comme Liliane Lurçat, Natacha Polony ou Jean-Paul Brighelli, de certains syndicats d'enseignants comme le SNALC, mais aussi de personnes considérées comme des références dans leur domaine comme les mathématiciens Laurent Lafforgue ou Alain Connes. Ces personnalités préconisent au contraire de considérer que le rôle de l'enseignement initial est la transmission des savoirs du maître à l'élève. 
La dénonciation du pédagogisme s'est développée en France à partir des années 1970 et s'est amplifiée à partir du lancement du projet de réforme de l'enseignement au collège de 2015. 
Selon le sémanticien François Rastier, la critique du pédagogisme émane de la droite réactionnaire qui vise l'ensemble des projets éducatifs visant la formation de citoyens autonomes et responsables. À l'inverse, dans École, le crépuscule du savoir, Arnaud Fabre et Nicolas Glière, marqués à gauche, développent la thèse suivante: le pédagogisme a accompagné la baisse des moyens accordés à l'école, comme une réponse à la gestion permanente de la pénurie. Le pédagogisme a échoué dans son ambition émancipatrice et renforce les reproductions sociales. 
Selon Pierre Kahn, professeur de sciences de l'éducation à l'université de Caen, le pédagogisme devrait être désigné sous le terme d'anti-pédagogisme qui correspond à la négation de l'idée qu'il puisse y avoir un contenu objectivable et cohérent sur les manières d'enseigner. La réaction antipédagogiste reposerait sur quatre refus : refus que la pédagogie soit une préoccupation des enseignants, refus de la légitimité scientifique des discours sur la pédagogie, refus des transformations institutionnelles qu'a connues l'école et refus d'une formation pédagogique des enseignants. D'un point de vue historique, il note que ce sont Jules Ferry et Ferdinand Buisson qui institutionnalisent la pédagogie à la fin du XIXe siècle.
Pour Natacha Polony, « La phrase de la loi de 1989 qui résume la nouvelle pédagogie, « l'élève au centre du système scolaire », traduit, par-delà son aspect sympathique, un renversement des perspectives en matière d'éducation ».